# Iphra triangulifera
Iphra triangulifera är en skalbaggsart som först beskrevs av Aurivillius 1917.  Iphra triangulifera ingår i släktet Iphra och familjen långhorningar. Inga underarter finns listade i Catalogue of Life.